# Sambuugijn Daszdulam
Sambuugijn Daszdulam (mong. Самбуугийн Дашдулам; ur. 27 marca 1974) – mongolska judoczka i sambistka. Olimpijka z Sydney 2000, gdzie zajęła dziewiąte miejsce w wadze półciężkiej.
Uczestniczka mistrzostw świata w 1995, 1999 i 2001. Brązowa medalistka igrzysk azjatyckich w 1994 i 1998, a także mistrzostw Azji w 1991, 2000 i 2001. Trzecia na MŚ w sambo w 1999 roku.

## Letnie Igrzyska Olimpijskie 2000
| Konkurencja | Eliminacje       | Repasaże                 | Repasaże                  | Klas. końcowa |
| Konkurencja | Przeciwnik I     | Przeciwnik I             | Przeciwnik II             | Miejsce       |
| ----------- | ---------------- | ------------------------ | ------------------------- | ------------- |
| 78 kg       | Tang Lin (CHN) P | Nasiba Surkiýewa (TKM) Z | Edinanci da Silva (BRA) P | 9.            |